# Kamphaugita-(Y)
La kamphaugita-(Y) és un mineral de la classe dels carbonats. Porta el nom del noruec Erling Kamphaug (1931-2000) un col·leccionista de minerals que va subministrar els primers exemplars de Hørtekollen, Noruega, per al seu estudi.

## Característiques
La kamphaugita-(Y) és un carbonat de fórmula química CaY(CO₃)₂(OH)(H₂O). Va ser aprovada com a espècie vàlida per l'Associació Mineralògica Internacional l'any 1987. Cristal·litza en el sistema tetragonal. La seva duresa a l'escala de Mohs es troba entre 2 i 3.
Segons la classificació de Nickel-Strunz, la kamphaugita-(Y) pertany a «05.DC - Carbonats amb anions addicionals, amb H₂O, amb cations grans» juntament amb els següents minerals: ancylita-(Ce), calcioancylita-(Ce), calcioancylita-(Nd), gysinita-(Nd), ancylita-(La), kozoïta-(Nd), kozoïta-(La), sheldrickita, thomasclarkita-(Y), peterbaylissita, clearcreekita i niveolanita.

## Formació i jaciments
Va ser descrita per primera vegada al massís Verkhnee Espe, al Kazakhstan, sent anomenat tengerita per Stepanov l'any 1961. Més endavant, l'any 1994, va ser reanomenat a calciotengerita per Mineev. Altres carbonats similars de calci i itri amb el mateix patró de difracció de raigs X van ser descrits també a Transvaal, Sud-àfrica i a la pegmatita Evans-Lou, al Quebec, Canadà. No obstant això, Hørtekollen va ser el primer lloc on es va trobar ben cristal·litzada, fent possible fer una bona descripció d'aquesta.